# Рабенкірхен-Фаулюк
Рабенкірхен-Фаулюк (нім. Rabenkirchen-Faulück) — громада в Німеччині, розташована в землі Шлезвіг-Гольштейн. Входить до складу району Шлезвіг-Фленсбург. Складова частина об'єднання громад Каппельн-Ланд.
Площа — 14,21 км2. Населення становить 653 ос. (станом на 31 грудня 2020).

## Галерея

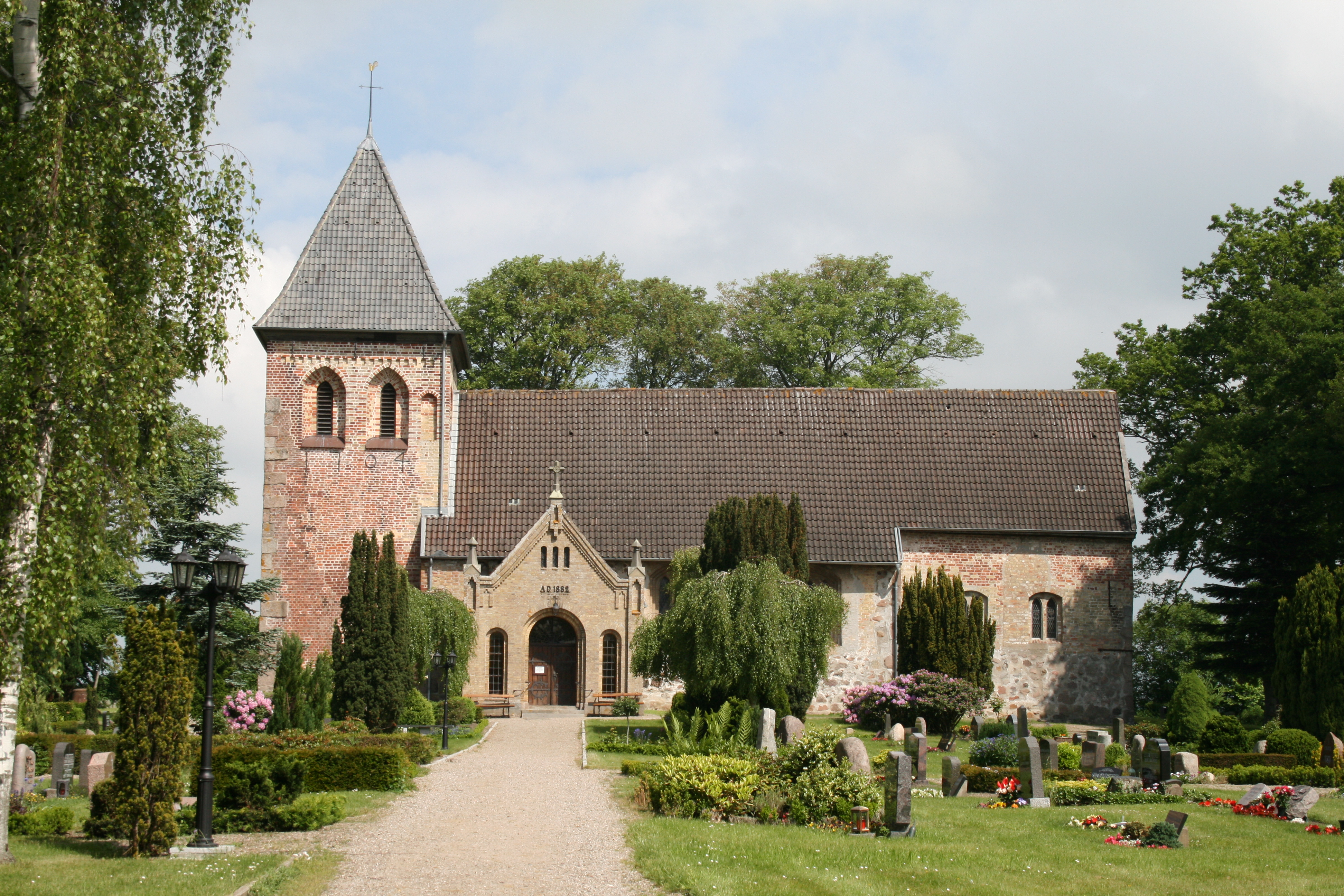